# Латиноамериканская ассоциация интеграции
Латиноамериканская ассоциация интеграции (ЛАИ) — объединение экономического сотрудничества 13 государств Латинской Америки. Целью организации является развитие регионального экономического сотрудничества и торговли; создание общего рынка. Юридическая основа Ассоциации — Договор Монтевидео, подписанный 12 августа 1980 года. Штаб-квартира ассоциации находится в Монтевидео, Уругвай.

## Страны-члены
- Аргентина
- Боливия
- Бразилия
- Венесуэла
- Колумбия
- Куба
- Мексика
- Панама
- Парагвай
- Перу
- Уругвай
- Чили
- Эквадор

Страны-члены разделены на три группы: более развитые (Аргентина, Бразилия, Мексика), среднего уровня (Венесуэла, Колумбия, Перу, Уругвай, Чили) и менее развитые (Боливия, Парагвай, Эквадор). Договор о создании подписан в 1980, вступил в силу в 1981. Заменила существовавшую с 1960 Латиноамериканскую ассоциацию свободной торговли (ЛАСТ).
Российская Федерация с 1995 года имеет статус страны-наблюдателя.

## Деятельность
Сегодня ЛАИ все больше рассматривается в регионе как исключительно консультативный механизм, функции которого сводятся к отслеживанию выполнения двусторонних и многосторонних торгово-экономических соглашений, выработке рекомендаций по урегулированию связанных с ними проблем, учету и обобщению статистических данных.
Высший орган — Совет Министров иностранных дел, в компетенцию которого входит определение основных направлений интеграционного процесса. Постоянный политический орган — Комитет представителей государств-членов ЛАИ, который рассматривает вопросы, связанные с реализацией Договора Монтевидео.
Генеральный секретариат выполняет функции технического органа, предоставляет консультационную и техническую поддержку государствам-членам в ходе переговоров в рамках ЛАИ. В его задачи входит изучение и оценка хода интеграционного процесса, а также выработка и внесение предложений по выполнению Договора Монтевидео. В октябре 2004 г. на 13-й сессии СМИД ЛАИ на пост Генсекретаря избран на трехлетний срок Д.Опертти (бывший министр иностранных дел Уругвая).
В ходе заседания Комитета Постоянных Представителей в июле 2005 г. был принят ряд резолюций, определяющий новую структуру Генерального секретариата ЛАИ. Созданы 6 департаментов (соглашений и переговоров; развития торговли и конкурентоспособности; физической интеграции и объединения информационных систем; содействия экономически относительно менее развитым странам региона; международного сотрудничества; информации и статистики), служба юридической поддержки, административное управление и управление по связи и организационным вопросам. Обозначенная структура Генерального секретариата будет функционировать до 31 августа 2008 года, после чего, в случае необходимости, в неё будут внесены изменения.
В рамках ЛАИ заключены двусторонние соглашения об экономической взаимодополняемости, предусматривающие взаимное снижение и отмену таможенных тарифов, сотрудничество в области финансов, налогообложения, таможенной и санитарной политики, в научно-технической сфере и др. Предусмотрена система преференций для государств с относительно меньшим экономическим развитием. В настоящее время к этой категории относятся Боливия, Парагвай и Эквадор.
На определенном этапе ЛАИ внесла существенный вклад в становление процессов экономической интеграции в Латинской Америке, создав международно-правовые предпосылки возникновения и эволюции крупнейших субрегиональных объединений — Андского сообщества (АС) и МЕРКОСУР, а также поспособствовав заключению и унификации двусторонних экономических соглашений.
Вместе с тем ряд базисных положений Договора Монтевидео, конечной целью которого является создание общего рынка, фактически не действует.
Руководство ЛАИ предпринимает шаги по активизации её участия в развитии интеграционных процессов в регионе, ведет поиск возможностей более полного использования потенциала Ассоциации в качестве вспомогательного механизма, форума обсуждения состояния и перспектив интеграции на континенте. Однако их результативность во многом будет зависеть от готовности к этому стран-членов ЛАИ.